# Rorschacherberg
Rorschacherberg – miejscowość i gmina we wschodniej Szwajcarii, w kantonie St. Gallen, w okręgu Rorschach. Leży nad Jeziorem Bodeńskim.

## Demografia
W Rorschacherbergu mieszkają 7 592 osoby. W 2021 roku 29,2% populacji gminy stanowiły osoby urodzone poza Szwajcarią. 

## Transport
Przez teren gminy przebiegają autostrada A1 oraz drogi główne nr 7 i nr 13.